# Tyrese Simons
Tyrese Simons (19 oktober 2002) is een Nederlands-Surinaams voetballer die doorgaans speelt als verdediger. Hij brak in 2024 door vanuit de jeugd van FC Eindhoven.

## Carrière
Simons speelde gedurende zijn jeugd in de opleidingen van Ajax, AVV Zeeburgia en FC Volendam. In 2023 vertrok hij naar FC Eindhoven, waar hij in eerste instantie bij het reserve-elftal speelde. In 2024 brak hij door uit de jeugd en werd bij de eerste selectie gevoegd. Hij debuteerde op 9 augustus 2024, in de eerste speelronde van het seizoen, tegen FC Den Bosch (2-0). Hij kwam in de rust in de ploeg voor Yaël Gil y Muiños.

## Persoonlijk
Simons heeft geen profcontract bij FC Eindhoven. Naast zijn carrière in het voetbal is hij taxichauffeur. Hij is een neef van Xavi Simons.

## Statistieken
| Seizoen | Club         | Competitie     | Competitie | Competitie | Beker | Beker | Overig | Overig | Totaal | Totaal |
| Seizoen | Club         | Competitie     | Wed.       | Dlp.       | Wed.  | Dlp.  | Dlp.   | Dlp.   | Wed.   | Dlp.   |
| ------- | ------------ | -------------- | ---------- | ---------- | ----- | ----- | ------ | ------ | ------ | ------ |
| 2024/25 | FC Eindhoven | Eerste divisie | 18         | 0          | 0     | 0     | 0      | 0      | 18     | 0      |
| Totaal  | Totaal       | Totaal         | 18         | 0          | 0     | 0     | 0      | 0      | 18     | 0      |

Bijgewerkt op 1 april 2025.